# リコーオートハーフ
リコーオートハーフシリーズ（英: Ricoh Auto Half）は、理研光学工業（後にリコー）が製造販売したハーフサイズカメラである。

## 概説
理研光学工業に入社して4年目の安宅久憲は、同僚の若手技術者らと、もっと簡単に撮れるカメラがあれば、女性にも普及するのではないかと話し合っていた。1961年5月頃、時間に余裕ができたことから、操作はシャッターを押すだけで、露出が合った写真が次々と撮れ、尚且つ小型でハンドバッグに入る全自動カメラの設計を始めた。目標とする外寸はタバコの箱と同じとした。その設計図が上層部の目に止まり、正規の製品開発計画として採用された。開発名はタバコの銘柄に由来するLMとした。小型化のために、ほとんどの部品が新開発されることとなった。フィルムの自動巻き上げ動力源に薇バネを採用することに決めたが、外注先の理解を得るのに苦労した。外観は斬新な意匠とし、製品の革新性が表現された。1962年11月に発売されると、日本ではリコーカメラ販売の営業力も手伝い人気商品となった。レンズは比較的広角の25mm・F2.8で単焦点、セレン光電池式露出計を用いた自動露出機能を持ち、シャッター押下毎にフィルムは自動巻き上げられる。ハーフ・サイズ・カメラとして先発のオリンパスペンと大いに競い合い、1982年の販売終了までの20年間で、累計製造台数は600万台に達したと言われている。

## 機種リスト

### オリジナル
- リコーオートハーフ – 日本では1962年11月に発売され、価格はストラップが付いて13,800円だった[6]。外寸は、幅90mm、高さ71.5mm、奥行き31mm[6]。重量は270g[6]。
- リコーオートハーフゾーンフォーカス – アンスコの求めに応じ、リコーオートハーフにゾーン・フォーカシング機能を付加した製品[注 4]を供給した[7]。日本でも自社製品として1963年11月に発売され、価格はストラップが付いて13,800円だった[7]。外寸は変わらず、重量は297g[7]。
- リコーオートハーフS – シャッター・リリースが上部に移るなど、内部構造が見直された[8]。セルフ・タイマーを装備し、裏蓋は本体に蝶番で繋いだ[9]。新たに前面に貼り付けたアルマイト板は変更が容易で、色違いなど多くの変種が製造された[8]。日本では、1965年3月に発売され、価格はケース及びストラップが付いて13,800円だった[8]。外寸は、幅89mm、高さ67mm、奥行き34.5mm[8]。重量は350g[8]。
- リコーオートハーフE – 裏蓋を本体に蝶番で繋いだ[9]。セルフ・タイマーは装備していない[9]。新たに前面に貼り付けたアルマイト版は変更が容易で、色が違うなど多くの変種が製造された[10]。日本では、1966年11月に発売され、価格はケース及びストラップが付いて12,800円だった[10]。外寸は変わらず、重量は330g[10]。
- リコーオートハーフSE - フィルムを装填した際に、自動的に1コマ目までフィルムが送られる[9]。日本では、1967年9月に発売され、価格はケース及びストラップが付いて14,800円からだった[11]。外寸は、幅89mm、高さ67mm、奥行き34.5mm[11]。重量は350g[11]。
- リコーオートハーフSE2 – リコーオートハーフの最終改良型[5]。ホットシューが装備された[9]。日本では、1976年11月に発売され、価格は18,800円からだった[5]。外寸は変わらず、重量は350g[5]。
- リコーオートハーフE2 - リコーオートハーフSE2からセルフ・タイマー機能を省いた[5]。ホットシューが装備された[9]。日本では、1976年11月に発売され、価格は17,800円だった[5]。外寸は変わらず、重量は325g[5]。

- リコーオートハーフ
- リコーオートハーフE
- リコーオートハーフE
- リコーオートハーフE
- リコーオートハーフSE

### 派生商品
- リコーテレカ240 – 双眼鏡とリコーオートハーフEを一体とした[12]。日本では、1971年に発売され、価格は88,000円だった。外寸は、幅190mm、高さ194.5mm、奥行き90mm。重量は1,700g。
- リコーテレカ35 – 単眼鏡とリコーオートハーフEを一体とした[13]。
- リコーオートハーフSL  - 35mm・F1.7の大口径レンズを装着してみた[9]。日本では、1970年4月に発売され、価格は17,800円からだった[14]。外寸は、幅94.5mm、高さ67mm、奥行き61mm[14]。重量は電池別で395g[14]。
- リコーオートハーフEF - ピッカリコニカ[注 5]の影響から、エレクトロニック・フラッシュを内蔵した[15]。日本では、1978年3月に発売され、価格は25,800円だった[15]。外寸は、幅120.5mm、高さ76.5mm、奥行き41.5mm[15]。重量は電池別で395g[15]。1978年度グッドデザイン賞を受賞している[16]。
- リコーオートハーフAD-1 - 連写機能、日付写し込み機能が搭載された[17]。日本では、1979年7月に発売され、価格は33,500円だった[18]。外寸は、幅112.5mm、高さ76.5mm、奥行き52.1mm[18]。重量は390g[18]。
- リコーオートハーフEF2 - リコーオートハーフEFの改良機で、内蔵エレクトロニック・フラッシュが、ポップアップ式になった[19]。日本では、1979年12月に発売され、価格は26,800円だった[20]。外寸は、幅120mm、高さ72mm、奥行き44mm[20]。重量は電池別で380g[20]。
- リコーオートハーフA-2 - リコーオートハーフAD-1から日付写し込み機能を省いた[18]。日本では、1980年3月に発売され、価格は25,800円だった[18]。外寸は、幅112.5mm、高さ76.5mm、奥行き51.7mm[18]。重量は390g[18]。

## 余聞
- 三愛ドリームセンターに入居するリコー直営のフォト・ギャラリー「RING CUBE」で、リコーオートハーフが「密かなブーム」だとして外観を形取ったピン・バッジが販売されていた[21]。
- 2024年に発売されたハーフサイズカメラ「PENTAX 17」[22]の設計には、リコーオートハーフの技術も取り入れられた[23]。